# 졸링겐

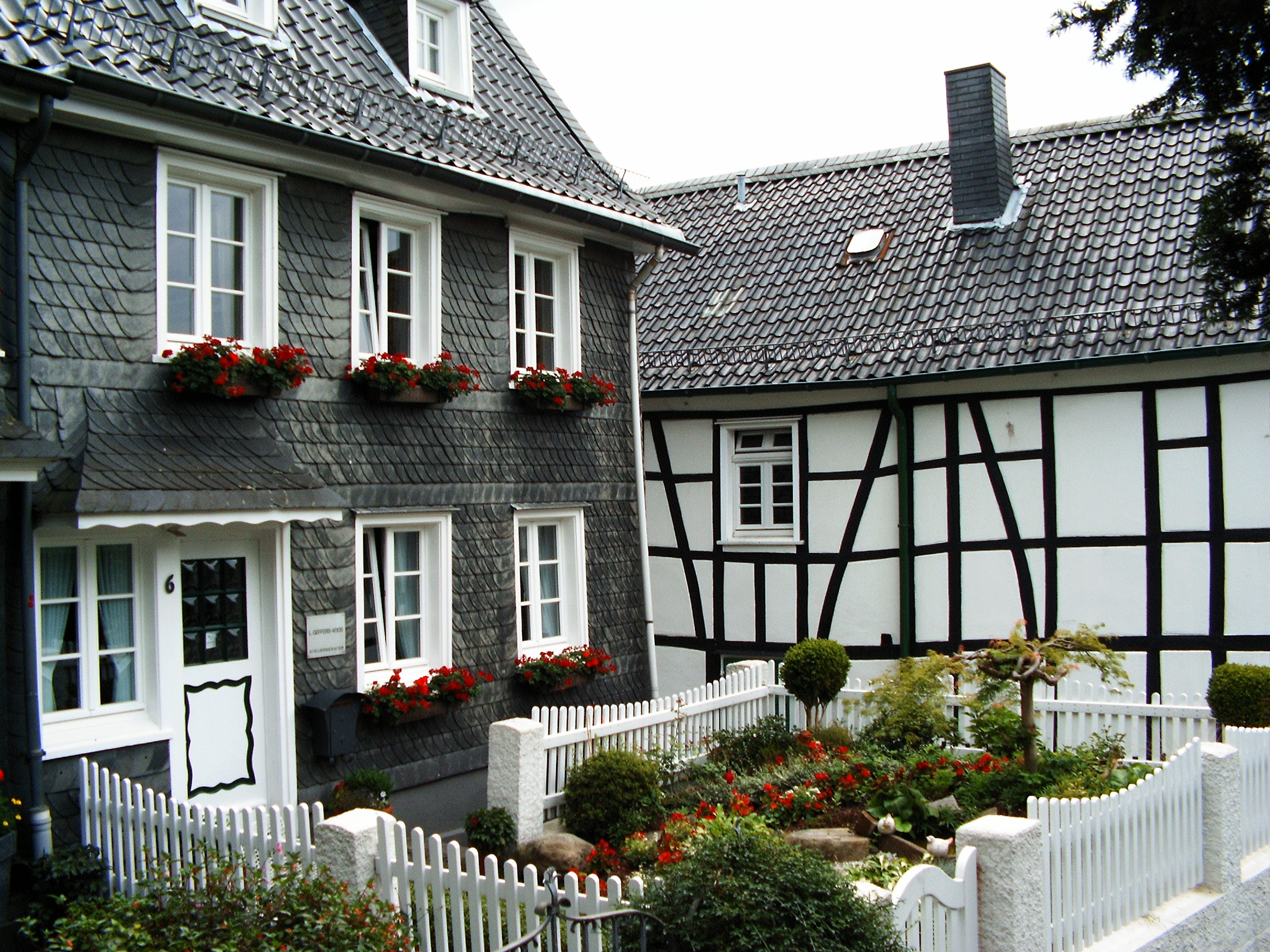
졸링겐의 일반적인 집

졸링겐(독일어: Solingen)은 독일 서부 노르트라인베스트팔렌주에 있는 도시이다. 인구는 2006년 기준으로 163,263명이다.
라인강의 지류인 부퍼 강 연안에 위치하며, 동북쪽으로 부퍼탈, 동쪽으로 렘샤이트에 접한다. 서북쪽의 뒤셀도르프, 남쪽의 레버쿠젠·쾰른과도 멀지 않은 곳에 위치한 독일 최대의 인구밀집지역인 라인 강 유역 대도시권의 한 중심지이다. 11세기에 "Solonchon"이라는 이름으로 처음 언급되었고, 그 후 비슷하게 이름이 바뀌다가 현재의 철자로 굳어졌다. 중세 시대에 칼을 만드는 제조업이 발달하여 칼의 중심지로 알려져 왔다. 19세기에 인근 지역과 함께 산업의 발달로 크게 성장했으며, 1929년 주변 여러 도시와 마을을 흡수하여 라인 강 유역 공업지대의 주요 도시가 되었다. 칼 제조의 중심지로 다양한 칼을 전시한 칼 박물관도 있다. 사방으로 도로와 철도가 통하며, 뒤셀도르프와 지하철로 연결되어 있다.